# Abrostola urentis
Abrostola urentis är en fjärilsart som beskrevs av Achille Guenée 1852. Abrostola urentis ingår i släktet Abrostola och familjen nattflyn. Inga underarter finns listade i Catalogue of Life.